# Так, Хиллари
Хи́ллари Так (англ. Hillary Tuck), урождённая — Хи́ллари Сью Хе́джес (англ. Hillary Sue Hedges; 1 июля 1978, Кервилл, Техас, США) — американская актриса и общественный деятель

## Биография
Хиллари Сью Хеджес (имя Так при рождении) родилась 1 июля 1978 года в Кервилле (штат Техас, США). Кузина Хиллари — Корбетт Так (род.1977), которая является актрисой фильмов и женой сценариста Ли Уоннелла.

## Карьера
В 13-летнем возрасте Хиллари заинтересовалась в актёрстве, а двумя годами позже она начала сниматься в рекламных роликах и в кино. Начиная с 1994 года, Так снялась более чем в 35-ти фильмах и телесериалах. 
Также Хиллари занимается общественной деятельностью в области глухих детей.

## Личная жизнь
С 10 июля 2010 года Так замужем за Бобби Кроллом. У супругов двое детей: сын Джаспер Кролл (род. в июне 2014) и сын Клео Кролл (род. в октябре 2016).

## Избранная фильмография
| Год       |    | Русское название           | Оригинальное название                 | Роль                                        |
| --------- | -- | -------------------------- | ------------------------------------- | ------------------------------------------- |
| 1994      | ф  | Затерянный лагерь          | Camp Nowhere                          | Бетти Столлер                               |
| 1996      | с  | Розанна                    | Roseanne                              | Кики                                        |
| 1997—2000 | с  | Дорогая, я уменьшил детей  | Honey, I Shrunk the Kids: The TV Show | Эми Залински/Ник Залински/Лола              |
| 2001      | ф  | Жизнь как дом              | Life as a House                       | подруга Алиссы Бек                          |
| 2005      | с  | Без следа                  | Without a Trace                       | Бекки                                       |
| 2005      | с  | Справедливая Эми           | Judging Amy                           | Джессика Зиклин                             |
| 2005      | мс | Гриффины                   | Family Guy                            | Пэтти/девушка на «свидании вслепую»/Сесилия |
| 2005      | с  | Детектив Раш               | Cold Case                             | Викки Леони — 1978                          |
| 2006      | с  | Доктор Хаус                | House                                 | Кара Мейсон                                 |
| 2006      | с  | Ищейка                     | The Closer                            | Кендолл Прайс                               |
| 2007      | с  | Кости                      | Bones                                 | Эбби Сингер                                 |
| 2007      | с  | Жизнь как приговор         | Life                                  | компьютерный техник                         |
| 2008      | с  | Говорящая с призраками     | Ghost Whisperer                       | Джулия                                      |
| 2009      | с  | Три реки                   | Three Rivers                          | Тери Доусон                                 |
| 2009      | с  | Анатомия страсти           | Grey's Anatomy                        | Джули Джейкобсон                            |
| 2010      | с  | 90210: Новое поколение     | 90210                                 | Эрин                                        |
| 2011      | с  | Морская полиция: Спецотдел | NCIS                                  | Жюстин Бут                                  |
| 2012      | с  | Менталист                  | The Mentalist                         | Келли                                       |
| 2012      | с  | Необходимая жестокость     | Necessary Roughness                   | Лэйла                                       |
| 2013      | с  | Лонгмайер                  | Longmire                              | Линда Джеймс                                |
| 2013      | с  | Компаньоны                 | Franklin & Bash                       | Джилл                                       |